# 画霊
画霊（がれい）は、藤原家孝による文政時代の日本の随筆『落栗物語』前編にある怪異で、人物画に画家の執念が乗り移るといわれるもの。

## 概要
その昔、勧修寺という宰相家に、女性の絵が描かれたぼろぼろの屏風があった。あるとき、穂波殿の侍所からその屏風の借用を依頼され、勧修寺は快く貸し出した。
しかしその後、穂波殿の屋敷近辺で怪しげな女性が出没するようになった。あるときに女性を目撃した者が、その跡をつけてみると、女性は屏風のもとまで移動して姿を消した。穂波殿では屏風を気味悪がり、もとの勧修寺へ返却した。
すると今度は勧修寺の方にも、その女性が現れるようになった。屏風を怪しんだある者が、絵に描かれた女性の顔に細長い紙を貼り付けてみたところ、現れる女性も顔に細長い紙を付けていた。
いよいよ屏風を怪しんだ勧修寺では、絵師にその屏風の調査を依頼した。すると絵師が言うには、その屏風の絵は江戸時代に画家として名を馳せた土佐光起のものであり、貴重なものだということだった。
勧修寺は絵を修復し、大切に保管することにした。それ以来、あの女性が現れることはなかったという。
妖怪研究家・多田克己はこれを、絵画が古くなって修復が必要となった際、修復せずに放っておくと、絵の中の人物が警告を促すものとし、付喪神（器物が変化した妖怪）の一種と解釈している。